# Şadi Üçüncü
Şadi Üçüncü (Turquía, 1948-Alemania, 2004) fue un escritor turco-alemán.
Estudió secundaria y fue a la universidad en Estambul. En 1974 se estableció en Alemania donde se doctoró en administración de empresas.

## Obras
- Die Stellung der Frau in der türkischen Gesellschaft (1979)

'*'Integrationshemmender Faktor: Ausländerfeindlichkeit in der Bundesrepublik Deutschland (1984)
- "Überblick zur Theorie der Ausländerfeindlichkeit".

'*'Freund, gib mir deine Hand', 1986 
'*'Fremde in mir (1988).
- Gedichte für Frieden (1991)
- Die Fremdheit in Europa. Gedichte gegen Ausländerhass und über die Liebe (1994)
- Zusammen mit Dir, 2003